# Hexafluoroplatinat de xenó
L'hexafluoroplatinat de xenó és un compost químic produït de fluor, platí i el gas noble xenó, la qual fórmula és {\displaystyle {\ce {XePtF6}}}. Fou sintetitzat el 1962 pel químic Neil Bartlett, essent el primer compost conegut de gas noble i demostrant que els gasos nobles no són químicament inerts.

## Història
El 1962 el químic anglès Neil Bartlett de la Universitat de la Colúmbia Britànica a Vancouver, Canadà, descobrí que una barreja d'hexafluorur de platí gasós i oxigen formava un sòlid vermell. El compost sòlid de color vermell era dioxigenil hexafluoroplatinat, {\displaystyle {\ce {O2+ [PtF6]-}}}. Bartlett observà que l'energia d'ionització del dioxigen {\displaystyle {\ce {O2}}} (1 175 kJ·mol-1) estava molt a prop de l'energia d'ionització del xenó (1 170 kJ·mol-1) i ambdós cations havien de tenir volums semblants. Llavors provà la reacció de l'hexafluorur de platí, un gas de color vermellós, amb el xenó, un gas incolor, i obtingué un producte nou de color groc mostassa. Tot i que, el producte obtingut, que Bartlett formulà com {\displaystyle {\ce {Xe+ (PtF6)-}}}, fou probablement una mescla de diversos components diferents, el treball de Bartlett representa la primera prova que es podien preparar compostos de gas noble. El seu descobriment demostra que la troballa de nous mètodes químics sovint condueix inicialment a productes impurs. Des de l'observació de Bartlett, molts compostos de xenó, de fórmula ben definida, s'han sintetitzat com a difluorur de xenó, XeF₂; tetrafluorur de xenó, XeF₄; i hexafluorur de xenó, XeF₆.

## Preparació
L'hexafluoroplatinat de xenó es prepara a partir de dissolucions gasoses de xenó i d'hexafluorur de platí {\displaystyle {\ce {PtF6}}} en hexafluorur de sofre, {\displaystyle {\ce {SF6}}}. Els reactius es combinaren a 77 K i s'escalfaren lentament, per permetre una reacció controlada.
{\displaystyle {\ce {Xe(g) + PtF6(g) -> XePtF6(s)}}}

## Estructura
L'estructura de l'hexafluoroplatinat de xenó no és probable que sigui {\displaystyle {\ce {Xe+ (PtF6)-}}}. El problema principal amb aquesta formulació és l'ió {\displaystyle {\ce {Xe+}}}, que seria un radical amb tendència a dimeritzar-se, o enllaçar-se a un àtom de F per donar {\displaystyle {\ce {XeF+}}}. Per tant, Bartlett descobrí que el xenó pateix reaccions químiques, però la naturalesa del seu producte inicial color groc mostassa és complexa. Treballs posteriors indiquen que el producte de Bartlett probablement contenia {\displaystyle {\ce {[XeF+] [PtF6]-}}}, {\displaystyle {\ce {[XeF+] [Pt2F11]-}}} i {\displaystyle {\ce {[Xe2F3+][ PtF6]-}}}. El "compost" és una sal, que consisteix en un complex octaèdric aniònic de fluorur de platí i diversos cations xenó.
S'ha proposat que el fluorur de platí forma una xarxa de polímers carregada negativament amb cations xenó, fluorur de xenó en els intersticis. Una preparació de {\displaystyle {\ce {XePtF6}}} en dissolució d'àcid fluorhídric, HF, dona lloc a un sòlid que s'ha caracteritzat com una xarxa de polímers {\displaystyle {\ce {[PtF5]_n^-}}}, associats amb {\displaystyle {\ce {XeF+}}}. Aquest resultat és una evidència de tal estructura polimèrica per a l'hexafluoroplatinat de xenó.